# Plaza de toros de El Burgo de Osma
La plaza de toros de El Burgo de Osma es el coso taurino de El Burgo de Osma, en Soria (España). Fue construida entre 1902 y 1905, siendo el arquitecto Rodolfo Ibáñez. De estilo neomudéjar  se encuentra a las afueras del casco histórico. Celebra su feria taurina  en agosto en honor a la Virgen del Espino y San Roque.
El coso fue declarado de Interés Turístico en 1962 y Conjunto Patrimonial en 1993.

## Historia
Existen documentos fechados que constatan la tradición taurina en El Burgo de Osma en el siglo XVI e incluso se tiene constancia de festejos mucho tiempo atrás. La localidad soriana es destino de aficionados de toda la provincia y otras localidades cercanas como Madrid, Burgos, Segovia y Aranda de Duero atraídos por el ambiente festivo y joven, plaza llena y carteles atractivos.
Se inauguró un 16 de agosto de 1905, se anunciaron en el cartel para estoquear reses de Máximo Hernán, los espadas Francisco Bonal “Bonarillo” y Antonio Segura “Segurita”.
En el final de la Guerra Civil, fue utilizada puntualmente como apoyo para albergar prisioneros republicanos, capturados principalmente en los frentes de Cataluña y Levante, formando parte del campo de concentración franquista instalado en el seminario de la localidad.

## Características
El coso es de ladrillo, junto con sillares y mampostería que es el material más sobresaliente. Su figura es un polígono de 24 lados de dos pisos y 24 pilastras que recorren toda la parte alta de la fachada. La plaza tiene un remate en forma de cornisa en tejadillo que destaca por encima del tejado anular.
El ruedo es circular, cuenta con barrera, contrabarrera y siete filas de tendido, así como gradas con delantera y cinco filas y palcos. Además, el coso cuenta con enfermería, corrales y capilla.